# Radar Lichtenstein

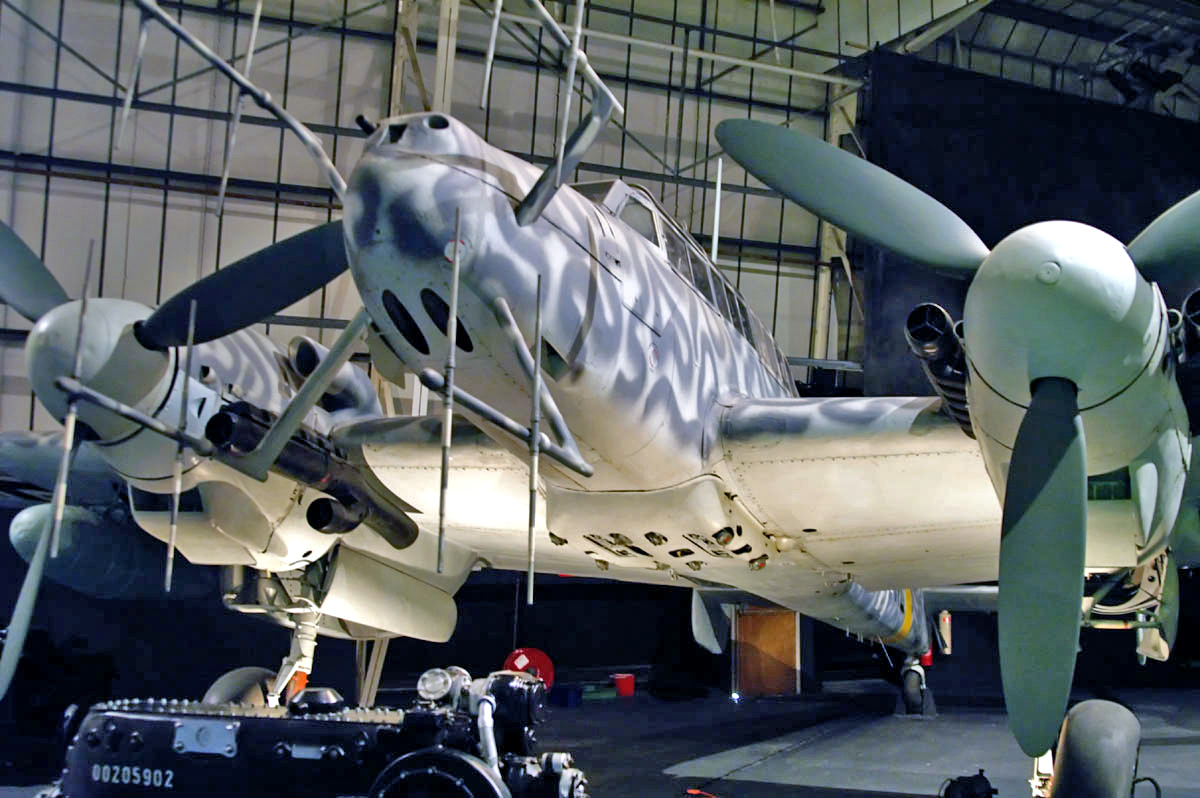
Un Messerschmitt Bf 110G de caza nocturno con un tipo temprano de antenas 'Cuernos de ciervo' del radar Lichtenstein SN-2.

El radar Lichtenstein fue un radar aerotrasportado alemán usado durante la Segunda Guerra Mundial.

## Desarrollo

### FuG-202 Lichtenstein BC
Los modelos tempranos de FuG (Funk-Gerät) 202 Lichtenstein BC no fueron distribuidos hasta 1942, y operaban en la longitud de onda de 75 cm  (490 MHz, banda UHF baja) por lo que requerían grandes antenas Matratze (de colchón) consistente en 32 elementos dipolo montados en 4 grupos de ocho, cada uno de ellos al final de una antena montadas en la proa de los cazas nocturnos.
Uno de los aviones que usaron este radar fue el Dornier Do 217.

### FuG-212 Lichtenstein C-1
Durante 1943 fue mejorado el FuG-202, el cual fue llamado FuG 212 Lichtenstein C-1 con mayor alcance y mayor ángulo de búsqueda.

### FuG-220 Lichtenstein SN-2
A finales de 1943, la  Luftwaffe comenzó a entregar los radares mejorados FuG 220 Lichtenstein SN-2, que operaban en la longitud de onda mayor  de 90 MHz (en el rango bajo de la banda de VHF FM de Estados Unidos) lo que lo hacía bastante más inmune a la interferencia electrónica, pero requería  las antenas Hirschgeweih (cuernos de ciervo) que eran bastante más grande que los mástiles Matratze.
Las nuevas antenas producían gran resistencia aerodinámica disminuyendo la velocidad máxima de los aviones hasta en 50 km/h. El primer equipo SN-2 tenía problemas con el rango mínimo de detección, siendo este de 500 m, para solventar el problema de seguimiento de blancos a corta distancia se hizo necesario sumar un segundo radar FuG-202 Lichtenstein BC o FuG-212 Lichtenstein C-1 para cubrir el rango bajo los 500 m., pero mejoras en la primavera de 1944 condujo a nuevas versiones de SN-2 con rangos mínimos más bajos. Esta conformación comenzó a ser usada en el caza nocturno He 219A-5/R4.

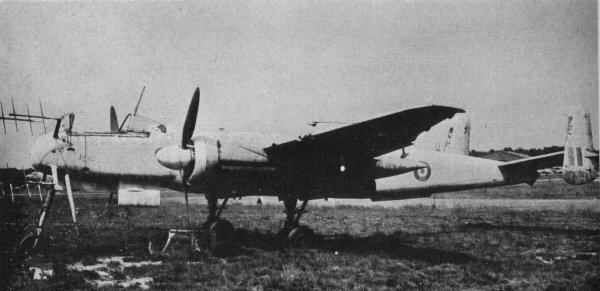
Heinkel He 219 Uhu con radar Lichtenstein

### Los británicos obtienen uno funcional

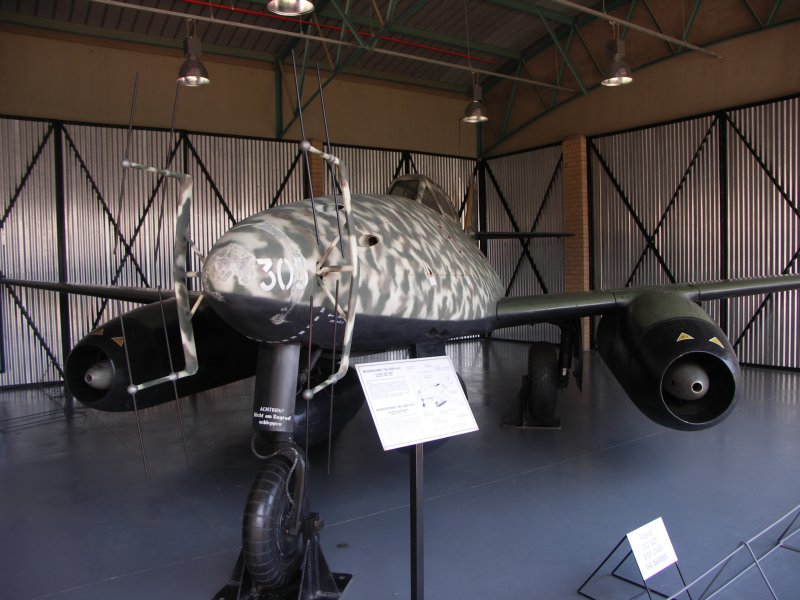
Messerschmitt Me 262 con FuG218

En este punto de la guerra los británicos eran expertos en el arte de engañar radares alemanes.  Un caza nocturno Ju 88C  desertó en  1943 aterrizando en Woodbridge, Inglaterra, presentando la oportunidad de tener por primera vez un radar alemán funcional. El subsecuente refinamiento de las 'Window' (papel de aluminio cortado justo en la longitud de radar alemán llamado Düppel por la  Luftwaffe, por de la ciudad alemana en donde fueron encontradas por primera vez) dejó el sistema de radar inservible durante semanas.

### Los británicos vuelven a capturar uno funcional
En julio de 1944 , la nueva versión del radar SN-2  cayó en manos aliadas cuando un Ju 88G-1 nuevo, equipado con motores radiales BMW voló en forma errónea siguiendo un radiofaro , aterrizando por equivocación en Gran Bretaña y la tripulación no alcanzó a destruir el dispositivo IFF

### FuG 228 Lichtenstein SN-3
El SN-2 fue mejorado al estándar FuG 228 Lichtenstein SN-3 pero pocos entraron en servicio.
Interferir el SN-2 fue más difícil pero los técnicos aliados lo lograron a finales de 1944/principios de 1945. Externamente la antena del FuG-228 era del tipo Morgenstern (Estrella de la Mañana) consistente en tres grupos de dos elementos dipolo, cruzados en 90° por un mástil central proyectado hacia adelante, fue desarrollado y montado en la proa de un Ju-88G-6c y recubierto con un cono de madera . 
Este fue seguido por varias versiones, entre ellas el Ju-88G-7b equipado con el radar FuG 228 Lichtenstein SN-3 y una antena Morgenstern, con una velocidad de 650 km/h se convirtió en un ejemplar muy capaz para desempeñar su papel de caza nocturno y de ataque al suelo, estando en servicio hasta 1945.

### FuG 240 Berlin
Un sistema de radar de longitud de onda de 9 cm fue conocido como FuG 240 Berlin a partir de la tecnología de Magnetrón de Cavidades capturada a los aliados pero tuvo corta vida operacional.

## Contramedidas británicas
Los cazas nocturnos De Havilland Mosquito estaban equipados con un dispositivo llamado Serrate para permitir  la detección las emisiones de los radares Lichtenstein  B/C, C-1 y SN-2 como también un dispositivo llamado  "Perfectos" que rastreaban los sistemas  IFF alemanes.